# مارتن غور (عالم أورام)
مارتن غور (بالإنجليزية: Martin Gore)‏ هو عالم أورام بريطاني، ولد في فبراير 1951، وتوفي في 10 يناير 2019 بسبب متلازمة الاختلال العضوي المتعدد.